# Raoul Whitfield
Pour les articles homonymes, voir Whitfield.
Raoul Whitfield, né le 22 novembre 1896 à New York et mort dans un hôpital militaire à Los Angeles le 24 janvier 1945, est un écrivain américain de littérature policière.

## Biographie
Né à New York, il passe une grande partie de son enfance aux Philippines. À 16 ans, malade, il rentre aux États-Unis pour se soigner. Guérit, il part à Hollywood où il devient acteur de cinéma muet. Puis, au cours de la Première Guerre mondiale, il s’engage, malgré son jeune âge, dans l’aviation américaine (en). Après la guerre, apparenté à la famille d’Andrew Carnegie, il part à Philadelphie travailler dans l’industrie sidérurgique qu’il quitte rapidement.
Dès 1922, il écrit des nouvelles dans les pulps, essentiellement dans Black Mask. Joseph Shaw, rédacteur en chef du magazine décrit Raoul Whitfield comme «dur, patient, travailleur, déterminé». À Black Mask, il rencontre Dashiell Hammett dont il devient l’ami.
Pour ses nouvelles, il crée le personnage de Jo Gar, un détective privé philippin qui apparaît dans 25 nouvelles initialement signées du pseudonyme Ramon Decolta. En 1930, il publie son premier roman, Green Ice.
Raoul Whitfield écrit également des récits de batailles aériennes, Silver Wings, des romans pour adolescents et deux romans Five et Killer’s Carnival signés Temple Field.
Au cours des années 1930, il déménage à Hollywood et cesse l’écriture. Il décède de la tuberculose en janvier 1945.